# مامي بيرام ديوف
مامي بيرام ضيوف (بالفرنسية: Mame Biram Diouf)‏ (مواليد 16 ديسمبر 1987 في داكار - السنغال) لاعب كرة قدم سنغالي يلعب حاليا لصالح نادي الدرجة الممتازة مانشستر يونايتد الإنجليزي منذ 2009 في مركز المهاجم .

## روابط خارجية
- مامي بيرام ديوف على موقع الاتحاد الدولي (مؤرشف)  (الإنجليزية)
- مامي بيرام ديوف على موقع اتحاد النرويج (النرويجية)
- مامي بيرام ديوف على موقع قاعدة بيانات كرة القدم.إي يو (الإنجليزية)
- مامي بيرام ديوف على موقع بيانات كرة القدم. دي إي (الألمانية)
- مامي بيرام ديوف على موقع ناشيونال فوتبول تيمز (الإنجليزية)
- مامي بيرام ديوف على موقع Soccerbase.com (لاعب) (الإنجليزية)
- مامي بيرام ديوف على موقع Soccerway.com (الإنجليزية)
- مامي بيرام ديوف على موقع عالم كرة القدم.نت (الإنجليزية)
- مامي بيرام ديوف على موقع كووورة
- مامي بيرام ديوف على موقع AS.com (الإسبانية)